# Collines Montérégiennes
Collines Montérégiennes är en bergskedja i provinsen Québec i Kanada, bestående av isolerade berg med gemensamt vulkaniskt ursprung. Den är uppkallad efter Mont Royal i Montréal. Kedjan fortsätter österut från Montréal genom regionerna Montérégie (som har fått namn efter kedjan) och Estrie.

## Ingående berg (västerifrån)
- Mont Royal
- Mont Saint-Bruno
- Mont Saint-Hilaire
- Mont Rougemont
- Mont Yamaska
- Mont Shefford
- Mont Brome
- Mont Saint-Grégoire

Ibland räknas även Collines d'Oka (väster om Mont Royal i regionen Laurentides) och Mont Mégantic (öster om Mont Saint-Grégoire) till kedjan.